# Patrick Lane (poeta)
Patrick Lane (26 marzo 1939 – 7 marzo 2019) è stato un poeta canadese. 
Ha realizzato opere anche di altro genere come saggi e novelle. È autore della novella Red dog, red dog, finalista nel 2008 al Rogers Writers' Trust Fiction Prize.